# Craibia atlantica
Craibia atlantica é uma espécie de legume da família Leguminosae.
Pode ser encontrada nos seguintes países: Camarões, Costa do Marfim, Gana e Nigéria.
Esta espécie está ameaçada por perda de habitat.